# 2009 ワールド・ベースボール・クラシック 2組
2009 ワールド・ベースボール・クラシック 2組は、ワールド・ベースボール・クラシック第2回大会の、マイアミガーデンズで開催された第2ラウンド。2009年3月14日から3月18日にかけて行なわれ、会場はドルフィン・スタジアム。

## 試合形式
C組の1位・2位とD組の1位・2位の4か国が出場。ダブルエリミネート方式トーナメント戦にて試合を行い、上位2か国（ゲーム4の勝者とゲーム5の勝者）がロサンゼルスのドジャー・スタジアムで行われる決勝トーナメントへ出場する。

## 試合結果
下記(青帯)表記は、以下の通り。
ゲームNo. 試合開始時間 (試合時間、入場者数)
|  | x - x |

### 第1日目(3月14日)
ゲーム1 13:00 (2時間22分、17,345人)
| ベネズエラ | 3 - 1 | オランダ |

|            | 1 | 2 | 3 | 4 | 5 | 6 | 7 | 8 | 9 | R | H | E |
| ---------- | - | - | - | - | - | - | - | - | - | - | - | - |
| オランダ   | 0 | 1 | 0 | 0 | 0 | 0 | 0 | 0 | 0 | 1 | 6 | 0 |
| ベネズエラ | 1 | 0 | 0 | 1 | 0 | 0 | 0 | 1 | x | 3 | 3 | 2 |

1. オ：●シドニー・ポンソン、ロブ・コルデマンス、デニス・ニューマン、アレクサンダー・スミット - ケンリー・ジャンセン、シドニー・デヨング
2. ベ：○カルロス・シルバ、ヨエル・ヘルナンデス、カルロス・バスケス、フランシスコ・ロドリゲス - ラモン・ヘルナンデス、ヘンリー・ブランコ
3. 勝利：カルロス・シルバ
4. セーブ：フランシスコ・ロドリゲス
5. 敗戦：シドニー・ポンソン
6. 本塁打
ベ：ミゲル・カブレラ(1号ソロ・4回(ポンソン))、ホセ・ロペス(1号ソロ・8回(ニューマン))

ゲーム2 20:00 (2時間15分、30,595人)
| プエルトリコ | 11 - 1 | アメリカ合衆国 |

|                | 1 | 2 | 3 | 4 | 5 | 6 | 7  | R  | H  | E |
| -------------- | - | - | - | - | - | - | -- | -- | -- | - |
| アメリカ合衆国 | 0 | 0 | 0 | 0 | 1 | 0 | 0  | 1  | 6  | 0 |
| プエルトリコ   | 2 | 4 | 0 | 0 | 1 | 0 | 4x | 11 | 13 | 0 |

1. ※7回コールド(7回終了時に、10点以上得点差がついたため)
2. ア：●ジェイク・ピービー、ジョエル・ハンラハン、ジョン・グラボウ、ヒース・ベル、J・J・プッツ、マット・ソーントン - ブライアン・マッキャン
3. プ：○ハビアー・バスケス、ネルソン・フィゲロア、ハビアー・ロペス、サウル・リベラ - イバン・ロドリゲス
4. 勝利：ハビアー・バスケス
5. 敗戦：ジェイク・ピービー
6. 本塁打
プ：フェリペ・ロペス(1号2ラン・2回(ピービー))、カルロス・ベルトラン(1号ソロ・7回(ソーントン))

### 第2日目(3月15日)
ゲーム3 19:30 (3時間14分、11,059人)
| アメリカ合衆国 | 9 - 3 | オランダ |

|                | 1 | 2 | 3 | 4 | 5 | 6 | 7 | 8 | 9 | R | H  | E |
| -------------- | - | - | - | - | - | - | - | - | - | - | -- | - |
| オランダ       | 0 | 0 | 0 | 0 | 0 | 0 | 1 | 2 | 0 | 3 | 12 | 1 |
| アメリカ合衆国 | 1 | 2 | 0 | 3 | 1 | 1 | 0 | 1 | x | 9 | 12 | 1 |

1. オ：●リック・バンデンハーク、フアン・カルロス・スルバラン、ミヒール・ファンカッペン、デビッド・バーグマン、ディエゴマー・マークウェル、レオン・ボイド、デニス・ニューマン、ベリー・ファンドリエル - ケンリー・ジャンセン、シドニー・デヨング
2. ア：○ロイ・オズワルト、ラトロイ・ホーキンス、スコット・シールズ、ブラッド・ジーグラー、マット・リンドストロム、ジョン・グラボウ、ジョナサン・ブロクストン - クリス・アイアネッタ
3. 勝利：ロイ・オズワルト
4. 敗戦：リック・バンデンハーク
5. 本塁打
オ：ブライアン・エンゲルハルト(1号ソロ・8回(リンドストロム))
ア：ジミー・ロリンズ(1号2ラン・2回(バンデンハーク))

### 第3日目(3月16日)
ゲーム4 20:00 (3時間23分、25,599人)
| プエルトリコ | 0 - 2 | ベネズエラ |

|              | 1 | 2 | 3 | 4 | 5 | 6 | 7 | 8 | 9 | R | H | E |
| ------------ | - | - | - | - | - | - | - | - | - | - | - | - |
| ベネズエラ   | 0 | 0 | 1 | 0 | 0 | 0 | 1 | 0 | 0 | 2 | 8 | 0 |
| プエルトリコ | 0 | 0 | 0 | 0 | 0 | 0 | 0 | 0 | 0 | 0 | 5 | 0 |

1. ベ：○フェリックス・ヘルナンデス、カルロス・バスケス、エンリケ・ゴンザレス、ラモン・ラミレス、フランシスコ・ロドリゲス - ラモン・ヘルナンデス、ヘンリー・ブランコ
2. プ：●イアン・スネル、ジャンカルロ・アルバラード、J・C・ロメロ、サウル・リベラ、フェルナンド・カブレラ、ペドロ・フェリシアーノ - ヤディアー・モリーナ
3. 勝利：フェリックス・ヘルナンデス
4. セーブ：フランシスコ・ロドリゲス
5. 敗戦：イアン・スネル
6. 本塁打
ベ：ラモン・ヘルナンデス(1号ソロ・7回(アルバラード))

### 第4日目(3月17日)
ゲーム5 19:00 (3時間54分、13,224人)
| アメリカ合衆国 | 6 - 5 | プエルトリコ |

|                | 1 | 2 | 3 | 4 | 5 | 6 | 7 | 8 | 9  | R | H  | E |
| -------------- | - | - | - | - | - | - | - | - | -- | - | -- | - |
| プエルトリコ   | 0 | 1 | 0 | 2 | 0 | 1 | 0 | 0 | 1  | 5 | 5  | 1 |
| アメリカ合衆国 | 0 | 2 | 1 | 0 | 0 | 0 | 0 | 0 | 3x | 6 | 10 | 0 |

1. プ：ジョナサン・サンチェス、ネルソン・フィゲロア、ハビアー・ロペス、ペドロ・フェリシアーノ、サウル・リベラ、●J・C・ロメロ、フェルナンド・カブレラ - ジオバニー・ソト、ヤディアー・モリーナ
2. ア：テッド・リリー、ジョエル・ハンラハン、マット・ソーントン、ヒース・ベル、スコット・シールズ、J・J・プッツ、○ジョナサン・ブロクストン - ブライアン・マッキャン
3. 勝利：ジョナサン・ブロクストン
4. 敗戦：J・C・ロメロ
5. 本塁打
プ：アレックス・リオス(1号ソロ・2回(リリー))、カルロス・デルガド(1号2ラン・4回(リリー))
ア：ケビン・ユーキリス(1号ソロ・3回(サンチェス))

### 第5日目(3月18日)
ゲーム6 19:00 (3時間32分、16,575人)
| ベネズエラ | 10 - 6 | アメリカ合衆国 |

|                | 1 | 2 | 3 | 4 | 5 | 6 | 7 | 8 | 9 | R  | H  | E |
| -------------- | - | - | - | - | - | - | - | - | - | -- | -- | - |
| アメリカ合衆国 | 0 | 1 | 1 | 1 | 2 | 1 | 0 | 0 | 0 | 6  | 12 | 3 |
| ベネズエラ     | 0 | 6 | 0 | 1 | 0 | 3 | 0 | 0 | x | 10 | 15 | 1 |

1. ア：●ジェレミー・ガスリー、J・P・ハウエル、ジョン・グラボウ、ブラッド・ジーグラー、ラトロイ・ホーキンス、ヒース・ベル、ジョエル・ハンラハン - クリス・アイアネッタ
2. ベ：○アーマンド・ガララーガ、R・ラミレス、カルロス・バスケス、ビクター・モレノ、オーバー・モレノ、フランシスコ・ロドリゲス - ヘンリー・ブランコ
3. 勝利：アーマンド・ガララーガ
4. 敗戦：ジェレミー・ガスリー
5. 本塁打
ア：マーク・デローサ(1号2ラン・5回(ラミレス))
ベ：マックス・ラミレス(1号3ラン・6回(ホーキンス))